# Madness (Muse)
Madness is een single van de Britse rockgroep Muse. Het is de tweede single van het zesde studioalbum The 2nd law en kwam uit op 20 augustus 2012 nadat BBC Radio 1 en NRJ het nummer hebben gedraaid.

## Achtergrond
Volgens het Engelse muziektijdschrift NME vertoont Madness overeenkomsten met I Want to Break Free van Queen, Faith van George Michael en instrumentale elementen uit I Want Your Sex.

## Muziekvideo
Tegelijkertijd met de single kwam er ook een songtekst-video uit, wat de laatste tijd vaker op YouTube gebeurt.
De echte muziekvideo van Madness werd op 5 september 2012 op YouTube geüpload, en is geregisseerd door Anthony Mandler. Mandler heeft eerder ook de muziekvideo van Neutron Star Collision (Love Is Forever) geregisseerd.
De video, die zich afspeelt in een metrostation, bevat Chris Wolstenholme die een Kitara (een synthesizer in de vorm van een gitaar) bespeelt. Ook Matthew Bellamy en Dominic Howard zijn samen met verschillende modellen en politie-eenheden te zien.

## Tracklist
| Nr. | Titel   | Duur |
| --- | ------- | ---- |
| 1.  | Madness | 4:39 |

## Hitnoteringen

### Nederlandse Top 40
| Hitnotering: 08-09-2012 t/m 22-09-2012 | Hitnotering: 08-09-2012 t/m 22-09-2012 | Hitnotering: 08-09-2012 t/m 22-09-2012 | Hitnotering: 08-09-2012 t/m 22-09-2012 | Hitnotering: 08-09-2012 t/m 22-09-2012 |
| Week:                                  | 1                                      | 2                                      | 3                                      |                                        |
| -------------------------------------- | -------------------------------------- | -------------------------------------- | -------------------------------------- | -------------------------------------- |
| Positie:                               | 34                                     | 33                                     | 37                                     | uit                                    |

### NederlandseSingle Top 100
| Hitnotering: 25-08-2012 t/m 27-10-2012 | Hitnotering: 25-08-2012 t/m 27-10-2012 | Hitnotering: 25-08-2012 t/m 27-10-2012 | Hitnotering: 25-08-2012 t/m 27-10-2012 | Hitnotering: 25-08-2012 t/m 27-10-2012 | Hitnotering: 25-08-2012 t/m 27-10-2012 | Hitnotering: 25-08-2012 t/m 27-10-2012 | Hitnotering: 25-08-2012 t/m 27-10-2012 | Hitnotering: 25-08-2012 t/m 27-10-2012 | Hitnotering: 25-08-2012 t/m 27-10-2012 | Hitnotering: 25-08-2012 t/m 27-10-2012 | Hitnotering: 25-08-2012 t/m 27-10-2012 |
| Week:                                  | 1                                      | 2                                      | 3                                      | 4                                      | 5                                      | 6                                      | 7                                      | 8                                      | 9                                      | 10                                     |                                        |
| -------------------------------------- | -------------------------------------- | -------------------------------------- | -------------------------------------- | -------------------------------------- | -------------------------------------- | -------------------------------------- | -------------------------------------- | -------------------------------------- | -------------------------------------- | -------------------------------------- | -------------------------------------- |
| Positie:                               | 50                                     | 46                                     | 57                                     | 83                                     | 88                                     | 82                                     | 43                                     | 71                                     | 91                                     | 86                                     | uit                                    |

### VlaamseUltratop 50
| Hitnotering: (Week 1) 01-09-2012 Hitnotering: (Week 2 t/m 3) 06-10-2012 t/m 13-10-2012 | Hitnotering: (Week 1) 01-09-2012 Hitnotering: (Week 2 t/m 3) 06-10-2012 t/m 13-10-2012 | Hitnotering: (Week 1) 01-09-2012 Hitnotering: (Week 2 t/m 3) 06-10-2012 t/m 13-10-2012 | Hitnotering: (Week 1) 01-09-2012 Hitnotering: (Week 2 t/m 3) 06-10-2012 t/m 13-10-2012 | Hitnotering: (Week 1) 01-09-2012 Hitnotering: (Week 2 t/m 3) 06-10-2012 t/m 13-10-2012 | Hitnotering: (Week 1) 01-09-2012 Hitnotering: (Week 2 t/m 3) 06-10-2012 t/m 13-10-2012 |
| Week:                                                                                  | 1                                                                                      |                                                                                        | 2                                                                                      | 3                                                                                      |                                                                                        |
| -------------------------------------------------------------------------------------- | -------------------------------------------------------------------------------------- | -------------------------------------------------------------------------------------- | -------------------------------------------------------------------------------------- | -------------------------------------------------------------------------------------- | -------------------------------------------------------------------------------------- |
| Positie:                                                                               | 48                                                                                     | uit                                                                                    | 46                                                                                     | 41                                                                                     | uit                                                                                    |

### NPO Radio 2 Top 2000
| Nummer met noteringen in de NPO Radio 2 Top 2000 | '16 | '17 | '18 | '19  | '20  | '21  | '22  | '23  | '24  |
| ------------------------------------------------ | --- | --- | --- | ---- | ---- | ---- | ---- | ---- | ---- |
| Madness                                          | 829 | 924 | 927 | 1007 | 1233 | 1165 | 1138 | 1284 | 1379 |

1. ↑  Een vetgedrukt getal geeft de hoogste notering aan.
2. ↑  2016 was het eerste jaar met een notering voor dit nummer.